# Tobam (Yaba)
Pour les articles homonymes, voir Toba.
Tobam (ou Toba) est un village du département et la commune rurale de Yaba, situé dans la province du Nayala et la région de la Boucle du Mouhoun au Burkina Faso.